# Athetis triangulata
Athetis triangulata är en fjärilsart som beskrevs av Alfred Ernest Wileman och West 1929. Athetis triangulata ingår i släktet Athetis och familjen nattflyn. Inga underarter finns listade i Catalogue of Life.